# Papiro 101
O Papiro 101 ({\displaystyle {\mathfrak {P}}}101) é um antigo papiro do Novo Testamento que contém fragmentos dos capítulos três e 4 do Evangelho de Mateus (3:10-12; 3:16-4:3).